# Chörten du roi Ayu
Le chörten du roi Ayu ou chörten d'Ayuwang (chinois : 代县阿育王塔 ; pinyin : dài xiàn āyù wáng tǎ) est un chörten (stūpa du culte bouddhique tibétain), construit en 1275 sous la dynastie Yuan, dans le xian de Dai, province du Shanxi, en Chine. Le chörten mesure 40 mètres de haut.
Le monument est inscrit sur la liste des sites historiques et culturels majeurs protégés au niveau national en 2001.

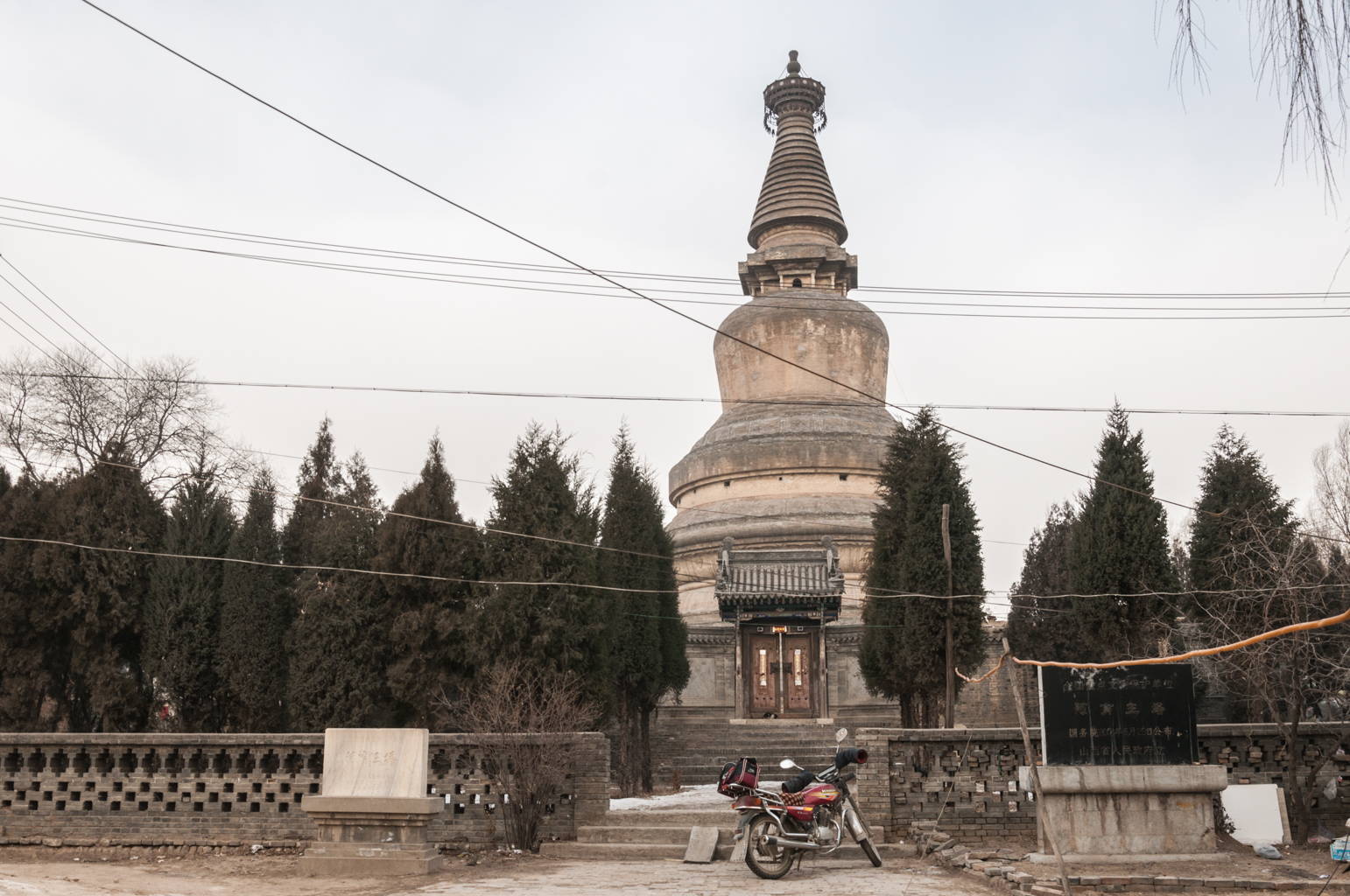
Vue dus site